# Vlie

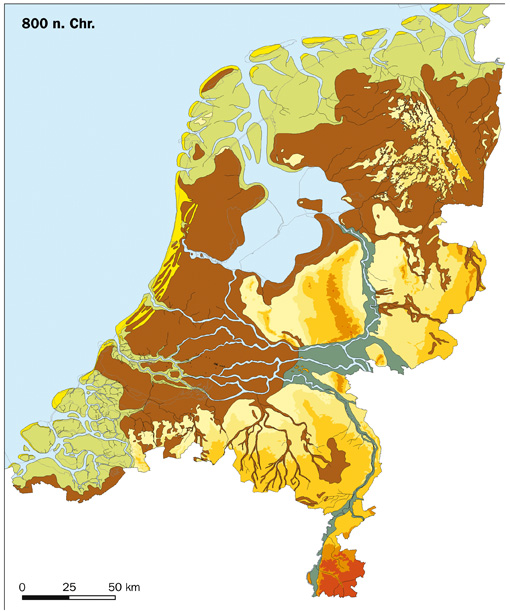
Nederland omstreeks 800 AD.

Het Vlie of Flie (Fries: Fly) is het water dat Vlieland scheidt van Terschelling.
Rond het jaar 800 waren Vlieland en Terschelling groter dan in de Moderne Tijd. Vlieland strekte zich uit tot voorbij de Afsluitdijk en omvatte ook Eierland (een deel van Texel). Het Vlie (destijds Fli of Flehi genoemd) liep door tot in de buurt van Stavoren en vormde de scheiding tussen Vlieland en de vaste wal van West-Friesland aan de westkant en Terschelling en de vaste wal van de provincie Friesland aan de oostkant.
Het Vlie had een belangrijke functie. Het was een goed bevaarbare route van het Flevomeer naar de Noordzee. Waarschijnlijk betekenen de woorden Flevo en Vlie hetzelfde. De Lex Frisionum (Friezenwet) onderscheidde drie verschillende varianten van het Friese recht; het Vlie vormde daarbij de grens tussen de westelijke en de middelste variant.